# Praeleptomesochra similis
Praeleptomesochra similis är en kräftdjursart som beskrevs av Lang 1965. Praeleptomesochra similis ingår i släktet Praeleptomesochra och familjen Ameiridae. Inga underarter finns listade i Catalogue of Life.